# Observatorio de Multinacionales en América Latina
El Observatorio de multinacionales en América latina (OMAL), fundado en 2003, es un proyecto creado por la Asociación Paz con Dignidad para sensibilizar sobre las consecuencias y documentar la presencia de las multinacionales en ciudades o países de América Latina, debido a que estos grandes y ramificados emporios  empresariales dejan impactos económicos, políticos, socioculturales y ambientales en los territorios donde se establecen.

## Origen
El Observatorio de Multinacionales en América Latina es un proyecto creado en el año 2003 por la Asociación Paz con Dignidad. Esta asociación en una organización no gubernamental sin ánimo de lucro que desde su fundación en 1995 desarrolla su actividad en el marco "de la solidaridad internacional, los derechos humanos, la cooperación, la investigación, la educación y la información, para incidir en la conciencia social y contribuir a crear unas relaciones internacionales justas y solidarias que propicien un desarrollo equitativo con paz y dignidad a nivel global".

## Objetivos
Observatorio de multinacionales en América Latina para la consecución de sus objetivos trabaja generando redes con organizaciones sociales, políticas y sindicales, instituciones, universidades y centros de estudio de América Latina y Europa .
Sus objetivos son:
- Documentar y sistematizar la información y los impactos económicos, políticos, social, ambientales y culturales de las empresas multinacionales generan allí donde se establecen.

- Formación y sensibilización de la población sobre la violación de los derechos humanos por parte de las empresas multinacionales y la puesta en marcha mecanismos de control y alternativas para evitar estas prácticas.

- Trabajar en red con instituciones, ONGs y movimientos sociales de las comunidades afectadas con el fin de establecer unas relaciones sociales justas y solidarias entre los hombres y las mujeres del Norte y el Sur. Esta forma de trabajar facilita la elaboración y difusión conjunta de informes que sistematizan y protocolarizan el tratamiento de los impactos causados en sectores económicos que les son comunes.[6]

## Líneas de investigación
El trabajo que el Observatorio de multinacionales en América Latina realiza para la consecución de sus objetivos se establece y plasma en torno a las siguientes líneas de investigación:
- Poder corporativo (económico, político, jurídico y cultural)
- Mecanismos y estrategias de expansión global
- Impactos socioambientales y sobre los derechos humanos
- Arquitectura jurídica de la impunidad (lex mercatoria)
- Responsabilidad social corporativa
- Cooperación internacional y movimientos sociales
- Resistencias y mecanismos de control
- Propuestas y alternativas